# Sanculottidi
I sanculottidi (in francese: sans-culottides o jours complémentaires) - dal nome dei sanculotti - erano i giorni complementari del calendario rivoluzionario francese. Poiché infatti questo si componeva di 12 mesi, ciascuno dei quali di 30 giorni, era necessario aggiungere 5 giornate (6 per gli anni sestili) per pareggiare il conto con l'anno solare.
I sanculottidi erano aggiunti alla fine dell'ultimo mese, venendo così a trovarsi tra fruttidoro e il vendemmiaio dell'anno seguente. Essi seguivano l'ordine della decade (la misura di tempo di dieci giorni che aveva sostituito la settimana), dal primidì al quintidì (o negli anni bisestili dal primidì al sestidì), ma di fatto si situavano fuori di essa, come giornate festive.
I sanculottidi cadevano fra il 17-18 e il 21-23 settembre e si distinguevano per il nome:
- 1º giorno complementare, giorno della Virtù;
- 2º giorno complementare, giorno del Genio;
- 3º giorno complementare, giorno del Lavoro;
- 4º giorno complementare, giorno dell'Opinione;
- 5º giorno complementare, giorno delle Ricompense;
- 6º giorno complementare, giorno della Rivoluzione (solo per gli anni bisestili).

## Tabella di conversione
| I. | II. | IV. | V. | VI. |

| settembre | 1793 | 1794 | 1796 | 1797 | 1798 | settembre |

| I. | II. | IV. | V. | VI. |

| settembre | 1793 | 1794 | 1796 | 1797 | 1798 | settembre |

| III. | VII. |

| settembre | 1795 | 1799 | settembre |

| III. | VII. |

| settembre | 1795 | 1799 | settembre |

| VIII. | IX. | X. | XII. | XIII. |

| settembre | 1800 | 1801 | 1802 | 1804 | 1805 | settembre |

| VIII. | IX. | X. | XII. | XIII. |

| settembre | 1800 | 1801 | 1802 | 1804 | 1805 | settembre |

| XI. |

| settembre | 1803 | settembre |

| XI. |

| settembre | 1803 | settembre |